# Марія Богданівна Заславська
Марія Засла́вська (*д/н — бл. 1560) — литовсько-білоруська княгиня часів Великого князівства Литовського.

## Життєпис
Походила з впливового литвинського (литовсько-білоруського) князівського роду Заславських, нащадків Гедиміна. Старша донька князя Богдана Заславського, намісника мінського, та Горпини Ходкевич. У 1519 році втратила батька. Виховувалася матір'ю. Згодом вступила в шлюб з представником впливового й багатого роду князів Друцьких — сином Юрія Путяти Шишевського. Як посаг принесла маєтності в Мінському та Оршанському повітах. Особливо значним було Лошицьке володіння. Під час шлюбу переважно займалася меценатством і підтримкою православної церкви.
У 1542 році померла її мати, а 1546 році — чоловік. Близько 1551 року вступила в другий шлюб — зі старостою слонімським і мстибоговським Іваном Горностаєм. Останній у 1552 році подарував Марії Богданівні 4 маєтності «з дворы мурованными и деревеными по своемъ животе до ее живота на доживотное ее мешканье и к тому и иншии речи, и самъ то усты своими нам обявил и привилеем нашим господарскимъ то в нас ей потвердилъ», надававши право дружині по його смерті вільно розпоряджатися подарованим. Відомо, що Марія пережила чоловіка, який помер 1558 року. 
Померла  1559 або 1560 року. Заповіла власні володіння пасорбкам.

## Родина
1. Чоловік — князь Василь Толочинський, князь Путятич-Друцький
дітей не було
2. Чоловік — Іван Горностай
дітей не було